# Wonobodro
Wonobodro is een bestuurslaag in het regentschap Batang van de provincie Midden-Java, Indonesië. Wonobodro telt 3997 inwoners (volkstelling 2010).